# Ferrovia Stresa–Mottarone
| |                                    |                          |                          |
| |                                    |                          |                          |
| Streckenlänge: | 9,8 km                             |                          |                          |
| Spurweite: | 1000 mm (Meterspur)                |                          |                          |
| Streckengeschwindigkeit: | Adhäsion: 20 km/h Zahnrad: 10 km/h |                          |                          |
| |                                    |                          |                          |
| \| \| 0,00 \| Stresa Lago[Anm. 1] \| 197 m s.l.m. \| \| \| \| von Domodossola \| \| \| \| \| Stresa (FS) / Stresa FSM \| \| \| \| \| nach Mailand \| \| \| \| \| \| \| \| \| 1,52 \| Vedasco-Binda \| 377 m s.l.m. \| \| \| 2,49 \| Vezzo \| 483 m s.l.m. \| \| \| \| Beginn Zahnstange \| \| \| \| \| Ende Zahnstange \| \| \| \| 4,28 \| Gignese-Levo \| 635 m s.l.m. \| \| \| \| Beginn Zahnstange \| \| \| \| \| Ende Zahnstange \| \| \| \| 5,30 \| Alpino \| 776 m s.l.m. \| \| \| \| Beginn Zahnstange \| \| \| \| 7,68 \| Borromeo \| 981 m s.l.m. \| \| \| 9,89 \| Mottarone \| 1355 m s.l.m. \| \| \| \| \| \| \| Quellen: [1] \| \| \| \| |                                    |                          |                          |
| | 0,00                               | Stresa Lago              | 197 m s.l.m.             |
| Strecke von rechts · Strecke (außer Betrieb) |                                    | von Domodossola          | von Domodossola          |
| Bahnhof · Kopfbahnhof Streckenanfang und quer (Strecke außer Betrieb) · Abzweig geradeaus, nach rechts und von rechts (Strecke außer Betrieb) |                                    | Stresa (FS) / Stresa FSM | Stresa (FS) / Stresa FSM |
| Strecke nach links · Strecke quer · Kreuzung geradeaus unten (Strecke geradeaus außer Betrieb) |                                    | nach Mailand             | nach Mailand             |
| |                                    |                          |                          |
| Haltepunkt / Haltestelle (Strecke außer Betrieb) | 1,52                               | Vedasco-Binda            | 377 m s.l.m.             |
| Bahnhof (Strecke außer Betrieb) | 2,49                               | Vezzo                    | 483 m s.l.m.             |
| |                                    | Beginn Zahnstange        |                          |
| |                                    | Ende Zahnstange          |                          |
| Bahnhof (Strecke außer Betrieb) | 4,28                               | Gignese-Levo             | 635 m s.l.m.             |
| |                                    | Beginn Zahnstange        |                          |
| |                                    | Ende Zahnstange          |                          |
| Bahnhof (Strecke außer Betrieb) | 5,30                               | Alpino                   | 776 m s.l.m.             |
| |                                    | Beginn Zahnstange        |                          |
| Haltepunkt / Haltestelle (Strecke außer Betrieb) | 7,68                               | Borromeo                 | 981 m s.l.m.             |
| | 9,89                               | Mottarone                | 1355 m s.l.m.            |
| |                                    |                          |                          |
| Quellen: |                                    |                          |                          |

Die Ferrovia Stresa–Mottarone (FSM) war eine von 1911 bis 1963 betriebene schmalspurige Zahnradbahn mit einer Spurweite von 1000 mm, die von Stresa am Ufer des Lago Maggiore zum Gipfel des Monte Mottarone führte.

## Geschichte
Erste Planungen für eine Zahnradbahn auf den Monte Mottarone wurden bereits um 1890 verfolgt, Kapitalmangel verhinderte jedoch eine Umsetzung. Nach Fertigstellung des Simplontunnels war Stresa seit 1906 aus Richtung Norden wesentlich schneller zu erreichen und entwickelte sich zu einem beliebten Kur- und Badeort. Die Planungen zur Erschließung des Monte Mottarone als dem Hausberg vom Stresa erhielten dadurch neuen Schub und es wurde 1908 eine neue Bahngesellschaft unter Beteiligung der Familie Borromeo gegründet, der große Teile des Berges und der Umgebung von Stresa gehörten. 1909 erhielt die Gesellschaft die Genehmigung zum Bau, der im Folgejahr begann.
Die Zahnradbahn wurde von der schweizerischen Firma Alioth errichtet und am 12. Juli 1911 eröffnet. Rechtlich war sie zunächst als Eisenbahn genehmigt worden, in späteren Jahren wurde sie rechtlich in eine Straßenbahn umgewidmet. Der Fahrplan basierte auf drei Zugpaaren in der Nebensaison und sechs Zugpaaren in der Hochsaison. Auf Anfrage waren weitere Fahrten möglich. Die Bahn diente sowohl dem Nahverkehr der oberhalb von Stresa liegenden Orte als auch dem Tourismus. Der Erste Weltkrieg brachte einen Einbruch in den Fahrgastzahlen. Danach verlief der Betrieb wieder positiv.
Während des Zweiten Weltkriegs wurden Rekordumsätze erzielt, da die Bahn durch die Kriegsereignisse keinen nennenswerten Schaden erlitt aber eine bequeme Verbindung für die aus Mailand in die Berge Geflüchteten und Evakuierten darstellte. 1945 wurde die größte je erreichte Anzahl von 100.000 Fahrkarten verkauft. In den 1950er Jahren galt die Bahn als veraltet und unproduktiv, und die Gemeinde Stresa kritisierte die Streckenführung durch die Ortsstraßen, durch die der Straßenverkehr behindert würde. Dem damaligen Zeitgeist entsprechend setzten die Verantwortlichen auf die Straße oder eine Seilbahn. So wurde die Zahnradbahn am 13. Mai 1963 eingestellt und der Verkehr durch Autobusse ersetzt. Deren Kapazität war allerdings begrenzt und der Betrieb im Winter schwierig. Deshalb begann 1967 der Bau der Seilbahn Stresa–Monte Mottarone, die am 1. August 1970 ihren Betrieb aufnahm.

## Technik

### Strecke
Die Bahn von Strese auf den Monte Mottarone wurde nur abschnittsweise als Zahnradbahn betrieben, die Talstrecken in Stresa und einzelne flachere Abschnitte zwischen Stresa und der Bergstation wurden im Adhäsionsbetrieb befahren. Die 9,8 km lange Strecke überwand einen Höhenunterschied von 1158 m. Die Streckenkilometrierung zählte vom Schiffsanleger am Lago Maggiore, zusätzlich gab es eine mit einem Gleisdreieck angebundene Stichstrecke zum Staatsbahnhof. Die meisten Zugpaare bedienten beide talseitigen Stationen. Lediglich in den ersten Betriebsjahren verkehrte zusätzlich ein Triebwagen im Adhäsionsbetrieb zwischen dem Staatsbahnhof und dem Schiffsanleger als Zubringer. Die Strecke war mit dem Zahnstangen-System Strub ausgerüstet und mit 750 V elektrifiziert, wobei der Strom den Fahrzeugen über eine Oberleitung zugeführt wurde. Das entsprechende Unterwerk befand sich beim Bahnhof Gignese. Dort befand sich auch ein Dieselaggregat zur Notversorgung mit Strom bei Netzausfall. Die Strecke war in zwei Abschnitte geteilt, von denen jeder einzeln vom Netz trennbar war.

### Fahrzeuge
Der Fahrzeugpark bestand aus fünf vierachsigen Elektrotriebwagen mit je 110 Sitzplätzen, drei als Sommerwagen ausgeführten Beiwagen und einigen Güterwagen. In den ersten Jahren gab es zudem einen Straßenbahntriebwagen ohne Zahnradantrieb, der im Pendelverkehr zwischen dem FS-Bahnhof und dem Schiffsanleger eingesetzt wurde. Ein weiterer Triebwagen (ursprünglich Betriebsnummer 6) kam bereits ab Werk zur Monthey-Champéry-Morgins-Bahn (MCM) im schweizerischen Kanton Wallis.
Die Triebwagen mit den Betriebsnummern 1–5 wurden bei der SIG in Neuhausen gebaut, die Drehgestelle mit dem Zahnradantrieb kamen von der SLM in Winterthur und der elektrische Antrieb von Alioth. Sie waren weitgehend baugleich mit den Triebwagen MCM BCFeh 4/4 1–3 und 6, die SIG/SLM/Alioth 1908 gebaut hatten. Die jeweils zwei Drehgestelle, in welchen je ein 100 PS starker Motor für den Adhäsions- und den Zahnradbetrieb eingebaut war. Der Antrieb der zweiten Adhäsionsachse erfolgte über außerhalb des Rahmens gelegene Kuppelstangen. Die Fahrzeuge waren für eine Steigung von 200 ‰ ausgelegt. Gebremst wurde mit Westinghouse-Druckluftbremsen. Wurde bei einer Talfahrt im Zahnstangenbereich die zulässige Höchstgeschwindigkeit von 10 km/h überschritten, erfolgte eine Zwangsbremsung. Die durchschnittliche Geschwindigkeit im Zahnradbetrieb betrug 8,5 km/h in beiden Richtungen, auf den Adhäsionsabschnitten 20 km/h. Der Triebfahrzeugführer hatte aus dem Fahrzeug heraus eine Telefonverbindung zu den Bahnhöfen.
Die Beiwagen wurden, für eine Zahnradbahn untypisch, auch bergauf geschleppt und hatten deshalb eigene Bremsen. Weiter gab es einigen Wagen, die für den Unterhalt der Strecke eingesetzt wurden.
Nach Einstellung des Betriebs wurden die Fahrzeuge verschrottet oder verkauft. Drei Wagenkästen sind auf Campingplätzen in der Umgebung erhalten geblieben.

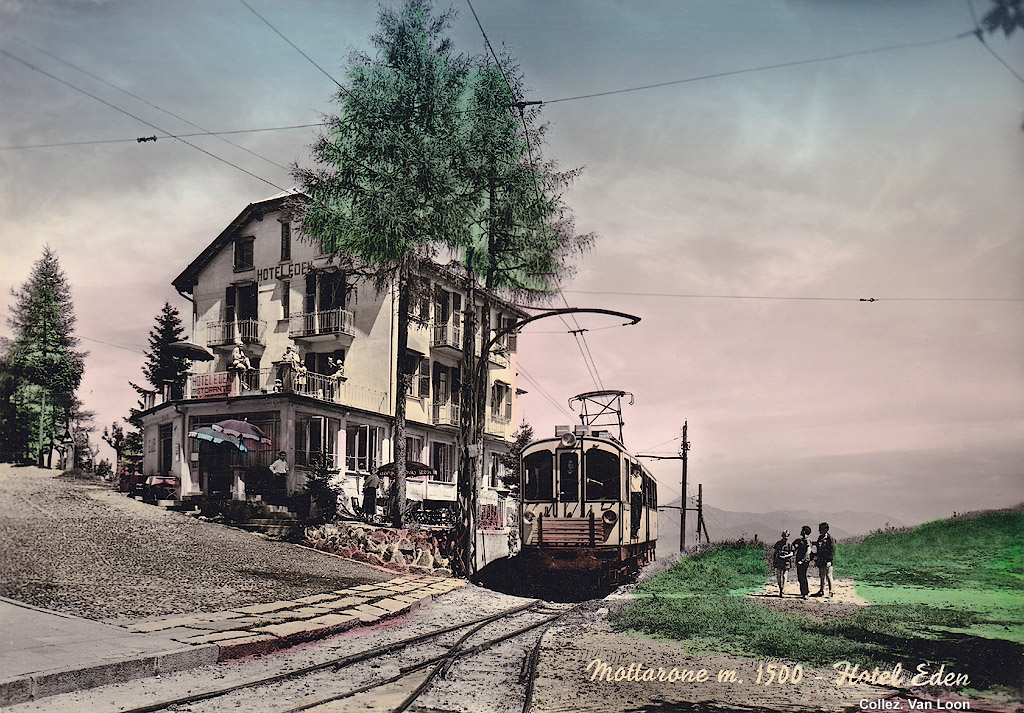
Ein Triebwagen am Hotel Eden, kurz vor der Bergstation
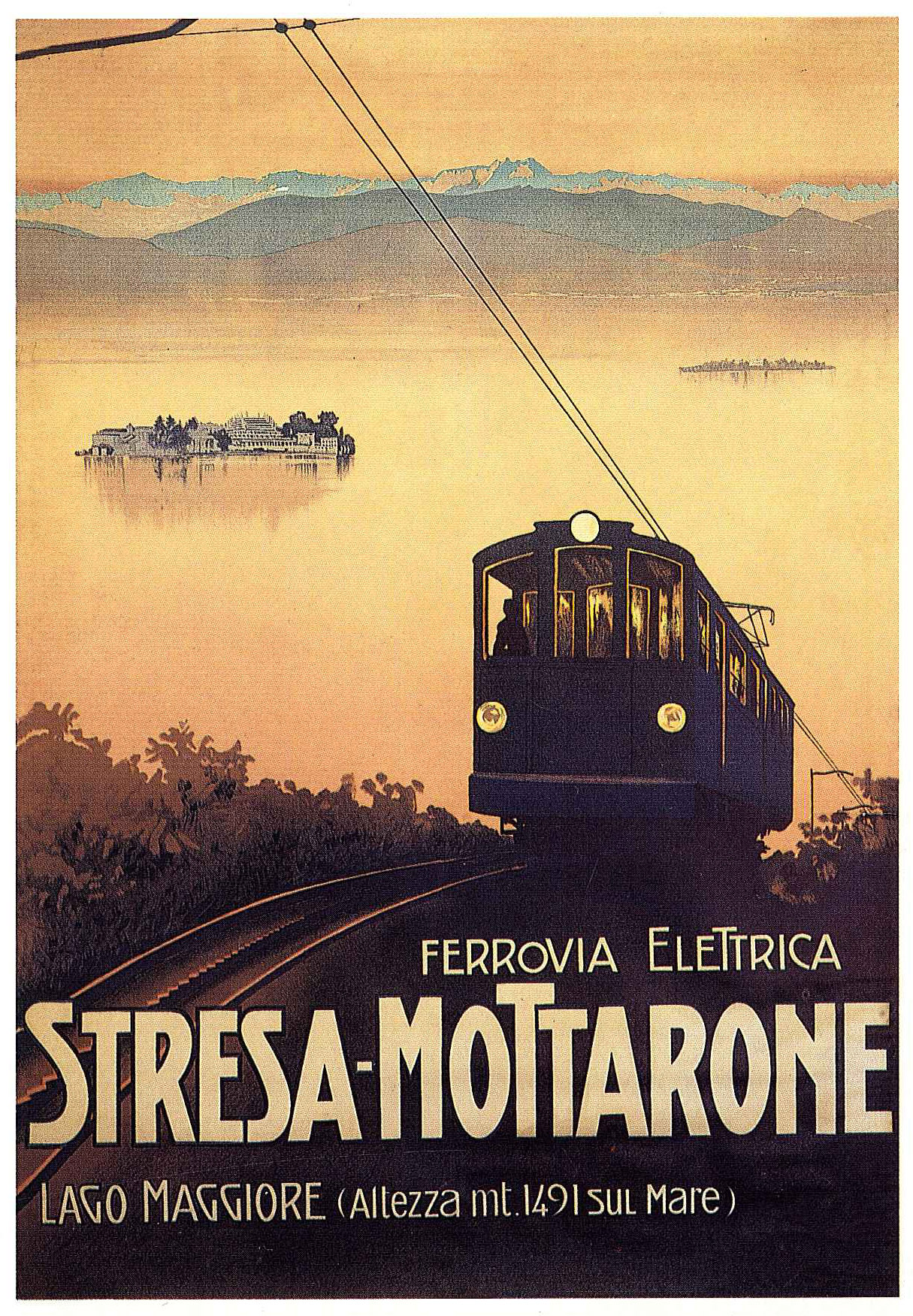
Werbeplakat aus den ersten Jahrzehnten des Betriebs
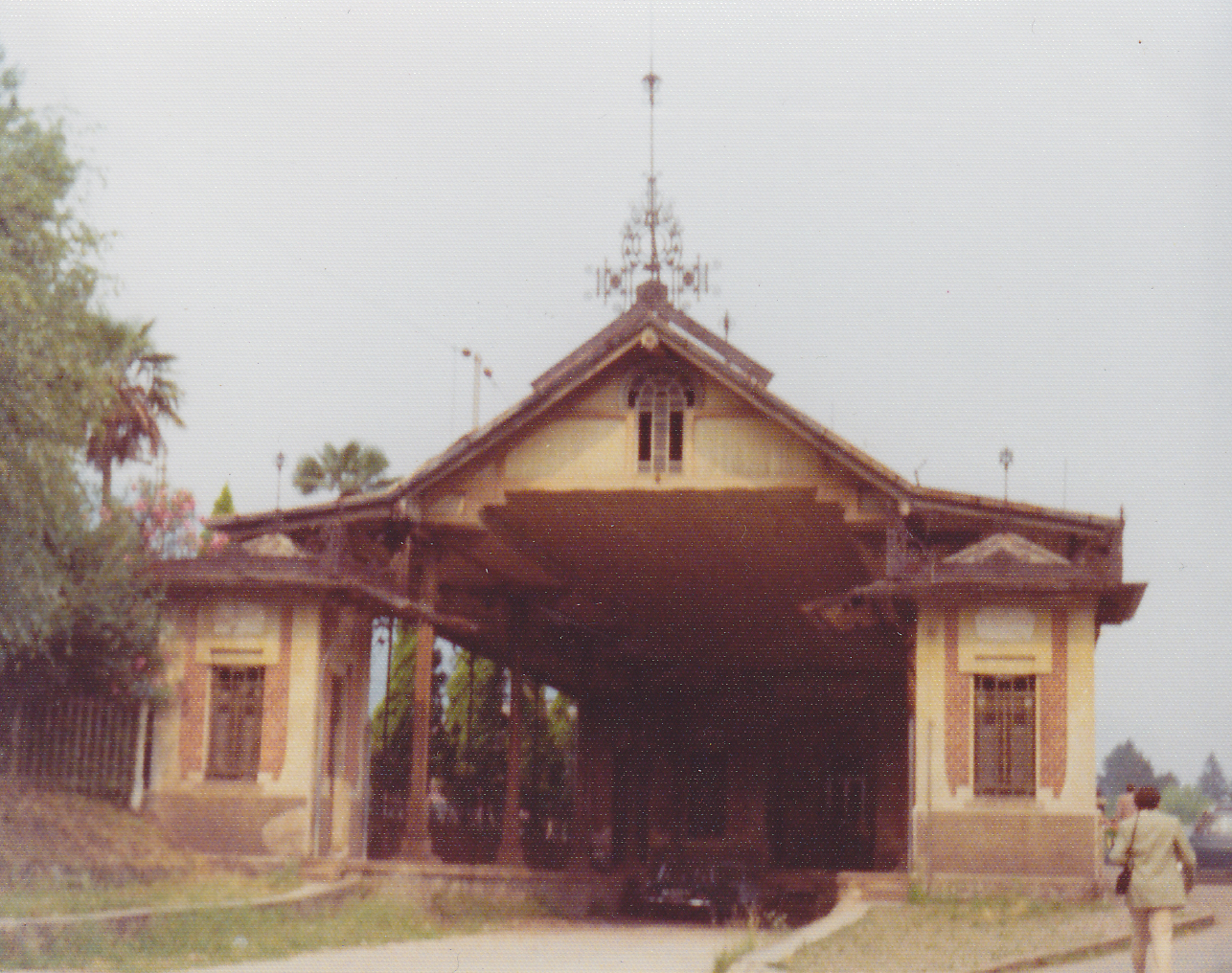
Talbahnhof Stresa FSM am Piazzale dell'Imbarcadero della Navigazione Laghi, 1975